# 細木之伴
細木 之伴（ほそき ゆきとも、1875年〈明治8年〉 - 1945年〈昭和20年〉2月）は、日本の実業家、政治運動家、民政党院外団の壮士。占術家・細木数子の父。

## 経歴
高知県幡多郡八束村（現・四万十市）出身。実母は小野藤で、小野家は土佐国（現・高知県）で代々代官をしていた名家であった。父方の細木姓を名乗った。
十代の頃東京に出て、神田神保町にあった永易弁護士事務所というところに書生のような形で入り込んだ。1906年、明治大学卒業、明法学士である。身の上その他判断を行う（商号は月桂堂）。
民政党院外団の壮士として活動した。新聞沙汰になるような事件を起こして東京を離れ、富山へ逃げた。
落合の家では一時、高島易断支部の看板をかけ、本部から文句が出てやめてからは、生命保険会社の代理店を始めた。
大東亜戦争が始まる頃、政治活動から身を引き、渋谷百軒店で「ロマンスクラブ」という名前のカフェを始めた。

## 人物像
昔は元恵という名を名乗っていた。一説には生涯に四度も名前を変えたと言われる。
之伴の許には大野伴睦や、松葉会会長の兄などが出入りしており、暴力団関係にも幅広い人脈をもっていた。渋谷の路上でチンピラに背中を斬りつけられ瀕死の重傷を負ったこともある。
外出するときはベロアの帽子をかぶり、紋付袴の上に二重まわしを羽織って、仕込み杖のステッキを持ち歩くのを常としていた。
住所は東京府豊多摩郡淀橋町大字柏木（現・新宿区）、東京市神田区表神保町（現・千代田区）、渋谷区円山町。

## 家族・親族・家系
三男五女あり。